# 2014年のオールスターゲーム (日本プロ野球)
2014年のオールスターゲームは、2014年7月に行われた日本プロ野球のオールスターゲーム。

## 概要
2008年から引き続きマツダの特別協賛を受け、「マツダオールスターゲーム2014」として開催された。本年は1試合減の2試合での開催となる。
第1戦は各球団のチアダンスチームが各2名派遣されたのに対し、第2戦のチアダンスチームはタイガースガールズのみ参加。

## 日程
- 第1戦　7月18日　西武ドーム　18時20分開始（パ・リーグホーム扱い）
  - 国歌独唱は松崎しげる[1]、始球式は埼玉西武ライオンズ・ジュニアチームが担当。
- 第2戦　7月19日　阪神甲子園球場　18時35分開始（セ・リーグホーム扱い）
  - 雨天予備日として7月20日（14時00分開始。両日とも雨天中止の場合打ち切り[2]）を予定していた。
  - 国歌独唱はソプラノ歌手の野々村彩乃[3]、始球式は阪神タイガース・ジュニアチームが担当。

ホームは第1戦は三塁側、第2戦は一塁側（西武ドームではホーム・チームが三塁側を使用し、ビジター・チームが一塁側を使用する）。

## アトラクション
- ホームラン競争
- 野球殿堂表彰式（第1試合開始前） 野茂英雄、秋山幸二、佐々木主浩（相田暢一については東京六大学野球春季リーグ第8週1日目（早稲田大学対慶應義塾大学（早慶戦）第1回戦）開始前（同年5月31日、神宮球場）にて表彰式を行った）

## 出場者
| セントラル・リーグ | セントラル・リーグ | セントラル・リーグ | セントラル・リーグ | パシフィック・リーグ | パシフィック・リーグ | パシフィック・リーグ | パシフィック・リーグ |
| ------------------ | ------------------ | ------------------ | ------------------ | -------------------- | -------------------- | -------------------- | -------------------- |
| 監督               | 原辰徳             | 巨人               |                    | 監督                 | 星野仙一             | 楽天                 |                      |
| 監督               |                    |                    |                    | 監督                 | 伊東勤               | ロッテ               |                      |
| コーチ             | 和田豊             | 阪神               |                    | コーチ               | 田辺徳雄             | 西武                 |                      |
| コーチ             | 野村謙二郎         | 広島               |                    | コーチ               | 大久保博元           | 楽天                 |                      |
| 先発投手           | 前田健太           | 広島               | 4                  | 先発投手             | 西勇輝               | オリックス           | 2                    |
| 中継投手           | 一岡竜司           | 広島               | 初                 | 中継投手             | 佐藤達也             | オリックス           | 2                    |
| 抑え投手           | ミコライオ         | 広島               | 初                 | 抑え投手             | 平野佳寿             | オリックス           | 6                    |
| 投手               | 菅野智之※          | 巨人               | 2                  | 投手                 | 金子千尋 ※           | オリックス           | 2                    |
| 投手               | 山口鉄也           | 巨人               | 4                  | 投手                 | 則本昂大             | 楽天                 | 初                   |
| 投手               | 藤浪晋太郎         | 阪神               | 2                  | 投手                 | 福山博之             | 楽天                 | 初                   |
| 投手               | 大野雄大           | 中日               | 初                 | 投手                 | 岸孝之               | 西武                 | 3                    |
| 投手               | 福谷浩司           | 中日               | 初                 | 投手                 | 五十嵐亮太           | ソフトバンク         | 6                    |
| 投手               | 山井大介           | 中日               | 初                 | 投手                 | サファテ             | ソフトバンク         | 2                    |
| 投手               | 井納翔一           | DeNA               | 初                 | 投手                 | 大谷翔平             | 日本ハム             | 2                    |
| 投手               | 三上朋也           | DeNA               | 初                 | 投手                 | クロッタ             | 日本ハム             | 初                   |
| 捕手               | 阿部慎之助※        | 巨人               | 11                 | 捕手                 | 嶋基宏※              | 楽天                 | 6                    |
| 捕手               | 谷繁元信           | 中日               | 12                 | 捕手                 | 伊藤光               | オリックス           | 2                    |
| 捕手               | 中村悠平           | ヤクルト           | 初                 | 捕手                 | 大野奨太             | 日本ハム             | 初                   |
| 一塁手             | キラ               | 広島               | 初                 | 一塁手               | 中村剛也             | 西武                 | 6(1)                 |
| 一塁手             | ブランコ※          | DeNA               | 5                  | 一塁手               | 李大浩 ※             | ソフトバンク         | 3                    |
| 二塁手             | 菊池涼介※          | 広島               | 初                 | 二塁手               | 浅村栄斗             | 西武                 | 2                    |
| 二塁手             |                    |                    |                    | 二塁手               | 藤田一也 ※           | 楽天                 | 初                   |
| 三塁手             | 堂林翔太           | 広島               | 3                  | 三塁手               | 松田宣浩※            | ソフトバンク         | 4                    |
| 三塁手             | 村田修一※          | 巨人               | 5                  | 三塁手               |                      |                      |                      |
| 遊撃手             | 鳥谷敬※            | 阪神               | 5                  | 遊撃手               | 今宮健太※            | ソフトバンク         | 初                   |
| 内野手             | 坂本勇人           | 巨人               | 7                  | 内野手               | 鈴木大地             | ロッテ               | 2                    |
| 内野手             | 山田哲人           | ヤクルト           | 初                 | 内野手               | 大引啓次             | 日本ハム             | 2                    |
| 内野手             |                    |                    |                    | 内野手               | 銀次▲                | 楽天                 | 初                   |
| 外野手             | 丸佳浩             | 広島               | 2                  | 外野手               | 糸井嘉男※            | オリックス           | 6                    |
| 外野手             | エルドレッド※      | 広島               | 初                 | 外野手               | 中田翔※              | 日本ハム             | 4                    |
| 外野手             | バレンティン※      | ヤクルト           | 4                  | 外野手               | 陽岱鋼               | 日本ハム             | 3                    |
| 外野手             | マートン※          | 阪神               | 4                  | 外野手               | 長谷川勇也※          | ソフトバンク         | 3                    |
| 外野手             | 大島洋平           | 中日               | 3                  | 外野手               | 柳田悠岐             | ソフトバンク         | 初                   |
| 外野手             | 雄平               | ヤクルト           | 初                 | 外野手               |                      |                      |                      |
|                    |                    |                    |                    | 指名打者             | ペーニャ※            | オリックス           | 2                    |

- 太字はファン投票による出場、※印は選手間投票による出場、▲は出場辞退選手発生による補充選手、他は監督推薦による出場。
- 数字は出場回数。カッコ内数字は上記回数中故障のため不出場の回数。

1. ↑  右示指末節骨骨折のため、出場辞退。補充選手として銀次を選出。

なお、辞退選手は野球協約86条により球宴終了後の後半戦開始から10試合、選手登録ができない。

## 試合結果
| 試合  | 日付    | ビジター球団（先攻） | スコア | ホーム球団（後攻） | MVP                    | 開催球場       |
| ----- | ------- | -------------------- | ------ | ------------------ | ---------------------- | -------------- |
| 第1戦 | 7月18日 | セ・リーグ           | 7 - 0  | パ・リーグ         | ブラッド・エルドレッド | 西武ドーム     |
| 第2戦 | 7月19日 | パ・リーグ           | 12 - 6 | セ・リーグ         | 柳田悠岐               | 阪神甲子園球場 |

### 第1戦

#### スコア
|              | 1 | 2 | 3 | 4 | 5 | 6 | 7 | 8 | 9 | R | H  | E |
| ------------ | - | - | - | - | - | - | - | - | - | - | -- | - |
| セントラル   | 0 | 0 | 3 | 0 | 1 | 0 | 2 | 0 | 1 | 7 | 15 | 0 |
| パシフィック | 0 | 0 | 0 | 0 | 0 | 0 | 0 | 0 | 0 | 0 | 6  | 0 |

1. セ：○前田、大野、井納、一岡、山口、三上 - 谷繁、中村
2. パ：岸、●西、福山、クロッタ、佐藤達 - 嶋、大野、伊藤
3. 勝利：前田
4. 敗戦：西
5. 本塁打
セ：エルドレット1号（7回2ラン・クロッタ）
6. 審判
［球審］敷田
［塁審］笠原・白井・原
［外審］吉本・佐藤
7. 観客動員数：30,973人 試合時間：3時間5分

#### オーダー
| セントラル | セントラル | セントラル   |
| 打順       | 守備       | 選手         |
| ---------- | ---------- | ------------ |
| 1          | [中]       | 丸佳浩       |
| 2          | [二]       | 菊池涼介     |
| 3          | [遊]       | 鳥谷敬       |
| 4          | [左]       | エルドレッド |
| 5          | [一]       | キラ         |
| 6          | [指]       | バレンティン |
| 7          | [右]       | 雄平         |
| 8          | [三]       | 堂林翔太     |
| 9          | [捕]       | 谷繁元信     |
|            | [投]       | 前田健太     |

| パシフィック | パシフィック | パシフィック |
| 打順         | 守備         | 選手         |
| ------------ | ------------ | ------------ |
| 1            | [中]         | 陽岱鋼       |
| 2            | [三]         | 銀次         |
| 3            | [右]         | 糸井嘉男     |
| 4            | [指]         | 中村剛也     |
| 5            | [一]         | 李大浩       |
| 6            | [左]         | 長谷川勇也   |
| 7            | [二]         | 藤田一也     |
| 8            | [捕]         | 嶋基宏       |
| 9            | [遊]         | 今宮健太     |
|              | [投]         | 岸孝之       |

#### 表彰選手
- MVP：ブラッド・エルドレッド（広島）
7回にダメ押しの2ランホームランを放つ。
- 敢闘選手賞：前田健太（広島）、岸孝之（西武）、陽岱鋼（日本ハム）

### 第2戦

#### スコア
|              | 1 | 2 | 3 | 4 | 5 | 6 | 7 | 8 | 9 | R  | H  | E |
| ------------ | - | - | - | - | - | - | - | - | - | -- | -- | - |
| パシフィック | 4 | 0 | 0 | 1 | 1 | 3 | 3 | 0 | 0 | 12 | 18 | 0 |
| セントラル   | 1 | 0 | 1 | 0 | 2 | 0 | 1 | 1 | 0 | 6  | 13 | 0 |

1. パ：○大谷、金子千尋、則本、五十嵐、サファテ、平野佳、福山 - 伊藤、大野、嶋
2. セ：●藤浪、菅野、一岡、山井、福谷、ミコライオ - 阿部、中村
3. 勝利：大谷
4. 敗戦：藤浪
5. 本塁打
パ：ペーニャ1号（1回3ラン・藤浪）、柳田1号（6回2ラン・山井）
セ：山田1号（3回ソロ・則本）、坂本1号（7回ソロ・平野佳）、堂林1号（8回ソロ・福山）
6. 審判
［球審］原
［塁審］白井・吉本・佐藤
［外審］笠原・敷田
7. 観客動員数：45,361人 試合時間：2時間58分

#### オーダー
| パシフィック | パシフィック | パシフィック |
| 打順         | 守備         | 選手         |
| ------------ | ------------ | ------------ |
| 1            | [中]         | 柳田悠岐     |
| 2            | [三]         | 大引啓次     |
| 3            | [右]         | 糸井嘉男     |
| 4            | [一]         | 李大浩       |
| 5            | [左]         | 長谷川勇也   |
| 6            | [指]         | ペーニャ     |
| 7            | [遊]         | 今宮健太     |
| 8            | [捕]         | 伊藤光       |
| 9            | [二]         | 鈴木大地     |
|              | [投]         | 大谷翔平     |

| セントラル | セントラル | セントラル   |
| 打順       | 守備       | 選手         |
| ---------- | ---------- | ------------ |
| 1          | [遊]       | 鳥谷敬       |
| 2          | [二]       | 山田哲人     |
| 3          | [指]       | バレンティン |
| 4          | [左]       | マートン     |
| 5          | [捕]       | 阿部慎之助   |
| 6          | [一]       | ブランコ     |
| 7          | [右]       | 雄平         |
| 8          | [三]       | 村田修一     |
| 9          | [中]       | 丸佳浩       |
|            | [投]       | 藤浪晋太郎   |

#### 表彰選手
- MVP：柳田悠岐（ソフトバンク）
4安打1本塁打の大活躍。
- 敢闘選手賞：ウィリー・モー・ペーニャ（オリックス）、山田哲人（ヤクルト）、陽岱鋼（日本ハム）
- Be a driver.賞：陽岱鋼（日本ハム）

## テレビ中継
- 第1戦 - テレビ朝日（EX）≪テレビ朝日系列≫、テレ朝チャンネル2でホームランダービーを生中継・試合を録画中継。BS朝日はホームランダービーのみ生中継。
  - 実況・大西洋平、解説・工藤公康・古田敦也
レポーター・三上大樹（パ・リーグサイド）・寺川俊平（セ・リーグサイド）
  - 特設放送席:実況・清水俊輔、解説・前田智徳
  - 放送時間:18:15 - 20:54（延長なし）
    - テレ朝チャンネル2・BS朝日:17:00 - 18:00≪ホームランダービー…実況・清水俊輔、解説・前田智徳≫
    - テレ朝チャンネル2: 24:00 - 試合終了（録画中継）
- 第2戦 - テレビ朝日（EX）≪テレビ朝日系列、制作協力：朝日放送（ABC）≫、テレ朝チャンネル2でホームランダービーを生中継・試合を録画中継。BS朝日はホームランダービーのみ生中継。
  - 実況・清水俊輔、解説・工藤公康・古田敦也 ゲスト・中居正広（SMAP）
レポーター・岩本計介（ABC、セ･リーグサイド）・三上大樹（パ・リーグサイド）、選手インタビュー：前田智徳
  - 放送時間:18:30 - 21:24（30分延長）
    - テレ朝チャンネル2・BS朝日:17:00 - 18:00≪ホームランダービー…実況・三上大樹（EX）、解説・古田敦也≫
    - テレ朝チャンネル2:24:00 - 試合終了（録画中継）:

2試合ともテレビ朝日系列での放送は2010年（第1戦・福岡Yahoo! Japanドーム（当時）、第2戦・ハードオフエコスタジアム新潟）以来4年ぶり。また、西武ドーム→甲子園での中継は2005年以来9年ぶり。本大会以降、オールスターゲームのテレビ中継は全カードテレビ朝日系列での放送となっている。
テレビ朝日系列が中継する甲子園球場からのオールスターゲームは、従前は毎日放送→朝日放送主導の制作だったが、この回以降はテレビ朝日主導の制作に移行している。

## ラジオ中継
- 第1戦
  - TBSラジオ≪JRN…HBC・CBC・MBS・RKB他≫ 実況・戸崎貴広、解説・槙原寛己、レポーター・清原正博（パ・リーグサイド）、初田啓介（セ・リーグサイド）
  - ニッポン放送（LF）≪NRN…STV・TBC・SF・ABC・RCC・KBC他≫ 実況・山内宏明、解説・田尾安志、レポーター・宮田統樹（パ・リーグサイド）、師岡正雄（セ・リーグサイド）
  - 文化放送（QR）≪関東広域圏ローカル≫ 実況・斉藤一美、解説・東尾修、ゲスト解説・平尾博嗣、レポーター・長谷川太（パ・リーグサイド）、飯塚治（セ・リーグサイド）

※代表インタビュー：鈴木光裕（QR、パ・リーグ担当）、松本秀夫（LF、セ・リーグ担当）
- 第2戦
  - ABCラジオ≪NRN…QR・STV・SF・KBC他≫
実況・枝松順一、解説・桧山進次郎、レポーター・高野純一（両サイド兼務）
  - MBSラジオ≪LFとの2局ネット≫
実況・井上雅雄、解説・藪恵壹、レポーター・森本栄浩（セ・リーグサイド）、師岡正雄（LF、パ・リーグサイド）
  - JRN系列への裏送り≪JRN…HBC・CBC・RCC・RNC・RKB　制作：TBS≫
実況・初田啓介（TBS）、解説・元木大介、レポーター・戸崎貴広（TBS、セ・リーグサイド）、小笠原亘（TBS、パ・リーグサイド）

※代表インタビュー：高野純一（ABC、セ・リーグ担当）、馬野雅行（MBS、パ・リーグ担当）
- 関西からの週末開催分は2005年以来であるが、当時はABCラジオがJRN向け、ラジオ大阪がNRN向けを担当（どちらも担当しないMBSラジオはLFとの2局ネット）していた。しかし、この間にラジオ大阪はプロ野球中継から撤退し、JRNナイターも週末における定時放送を取りやめたことにより、ネットワーク再編が行われたため、今回はABCラジオがNRN向けを担当する。MBSラジオもLFとの2局ネットを堅持しているため、JRN向けの中継はTBSラジオが東京から裏送り用のスタッフを派遣して直接制作することになった（技術協力をABCとMBSのどちらが担当したのかは不明）。
- なお、アール・エフ・ラジオ日本は2試合とも、TBSラジオ・TBCラジオは第2戦を放送しなかった。さらに、第2戦に関しては、地元に球団のない地域の放送局ではナイターの定時枠を設けていないために中継をしなかった局も多い。
- RCCラジオは第1戦はNRN（LFからのネット）、第2戦はJRN（TBSからの裏送り）ネットで放送した。第1戦ではRCCカープナイターのジングルを使用したが第2戦ではオールスター仕様のジングルが使用された。
- RNCとRCCは、第2戦では『明日へのエール〜ことばにのせて〜』（TBSラジオ制作・創価学会一社提供）を通常通り21:00から放送するため、試合途中の20:56で飛び降りた。

## 第1戦のテレビ放映に関する批判
先述の通り、西武ドームで開催された第1戦のテレビ放映はテレビ朝日及びその系列局が行った。しかし、第1戦の放送のみ 延長放送が行われず、オール・パシフィックが7回裏の攻撃を終えたところで放送を終了して通常通り「世界の村で発見!こんなところに日本人」（ABC制作）を放送したうえ、BSやCSでの同時放映やリレー放送も行われず、しかも再放送がテレ朝チャンネル2の深夜枠であったため、テレビ朝日の広報に多数の批判が寄せられる事態となった。これは「報道ステーション」が大きく関係しており、もし延長を行うと中途半端になってしまう恐れがあったことを考慮し、延長を行わなかったためである。第1戦、第2戦とも23時台から「全英オープンゴルフ」の生中継があったため、繰り下げ放送が不可能であった。
この批判を受け、翌年は放送時間を見直し、第1戦（東京ドーム）は放送時間を19:00 - 21:48まで確保し、第2戦（MAZDA Zoom-Zoomスタジアム広島）は最大延長30分に加え、2試合ともBS朝日によるリレー中継で対応することとなった。